# Super Wings
Super Wings es una serie de dibujos animados de televisión estadounidense/china/coreana, basada en la franquicia de Cars de Disney Pixar y de Aviones de Disney creada en 2013 y coproducida por The Walt Disney Company.

## Sinopsis
La serie trata sobre un joven avión Jet y sus compañeros aviones que se pueden transformar en robots haciendo envíos alrededor del mundo y enfrentando diversos retos y resolviendo problemas, mostrando además la importancia de la diversidad cultural.
El formato siguió siendo relevante en la temporada 2, aunque se eliminaron los segmentos de interacción. Jimbo tampoco trabaja más en el Aeropuerto Mundial en esta temporada, siendo reemplazado por su sobrina Sky mientras se toma unas vacaciones alrededor del mundo (aunque todavía hace cameos en los lugares donde Jett realiza sus entregas). El formato de asistencia también se modificó, ya que normalmente más de un Super Wing termina con Jett al final del episodio.
La temporada 3 devuelve el segmento de interacción al redil y ve a Jimbo regresar como técnico de mantenimiento. El resto del formato se mantiene desde la temporada 2, aunque el método de asistencia cambia una vez más. Jett ahora recibe ayuda de un "equipo" especializado de Super Wings, en lugar de una selección aleatoria. El recuento de episodios también cayó de 52 a 40.
En la temporada 4 se produjeron cambios importantes, y gran parte del espectáculo ahora se desarrolla en el  portaviones  mundial, un avión gigante que funciona como aeropuerto móvil (con Jimbo como capitán y Sky como oficial de comunicaciones). Los niños ahora llaman a las Super Wings para fabricar productos especializados (fabricados por Storm, un nuevo personaje e ingeniero jefe de World Aircraft), que se enviarán en contenedores tipo caja de metal en lugar de cajas de cartón en temporadas anteriores. Jett ahora tiene un compañero de viaje habitual y un dragón parlante Rescue Rider para las entregas, y en su lugar reciben mejoras a través de un rayo de supercarga en lugar de recibir ayuda, aunque otras Super Wings y dragones aparecen aleatoriamente en algunos episodios. El número de episodios se mantuvo en 40.
La temporada 5 es como la temporada 4, ya que las Super Wings todavía están en el  portaviones  mundial (con Jimbo, Sky y Storm en sus mismas posiciones). Esta temporada, sin embargo, las Super Wings tienen nuevos compañeros: las Super Pets, pequeñas criaturas parecidas a las Super Wings que pueden transformarse en todo tipo de cosas para las misiones. También tendrán que enfrentarse a Golden Boy (un avión dorado que puede transformarse y utilizar sus brazos como cohetes) que aparece periódicamente en los episodios para impedir que las Super Wings intenten llevar a cabo sus misiones. A diferencia de la temporada 4, Jett ya no llama al modo Super Charge sino a Super Helps, un equipo formado por un Super Wing y su correspondiente Super Pet.

## Personajes
- Jett (Coreano: 호기; Chino: 乐迪; doblado por Luca Padovan en la versión inglesa): El personaje principal. Un joven jet rojo y blanco. Sus principales tareas consisten en repartir paquetes a los niños de todo el mundo.
- Donnie (Coreano: 도니; Chino: 多多; doblado por Colin Critchley en la versión inglesa): Un joven avión azul y amarillo. Su especialidad es crear o reparar varios artilugios u objetos, usando su kit de herramientas. Sin embargo, es propenso a sufrir accidentes cuando intenta aterrizar.
- Dizzy (Coreano: 아리; Chinese: 小爱; doblado por Junah Jang en la versión inglesa): Una helicóptero joven de color rosa y blanco. Su principal característica es rescatar a gente que se encuentre en peligro.
- Jerome (Coreano: 재롬; Chinese: 酷飞; doblado por Evan Smolin en la versión inglesa): Un joven avión de combate azul. Cree que algunos problemas de Jett se pueden resolver bailando, y piensa que puede realizar otras misiones de los Super Wings mejor que los demás.Jerome no aparece a partir de la temporada 3.
- Grand Albert: Un avión biplano naranja ya jubilado al que le encanta contar historias y recordar sus múltiples aventuras. Cuando Jett, Dizzy, Donnie y el resto no saben qué hacer, le consultan el problema y les ayuda a escoger el camino más adecuado. No aparece a partir de la temporada 2.
- Paul: Es un avión de policía que protege el Aeropuerto Internacional. Es el encargado de asegurar que todos los aviones, los pasajeros y los paquetes enviados estén siempre seguros. Es el personaje de los Super Wings que ayuda a sus compañeros a entender lo que está bien y lo que está mal, tomándose su trabajo muy  en serio para hacer lo mejor posible.
- Mira: Un aerodeslizador que le encanta bucear. Es el único avión de los Super Wings que puede nadar. Su característica es ayudar a la gente en el agua.
- Bello (en coreano: 주주, Zuzu; en chino: 卡文, Carvin (Kǎ wén); expresado por Lim Chae-heon en la versión coreana y Jason Griffith en la Versión en inglés) es un avión safari masculino a rayas blancas y negras con hélice. Su especialidad es hablar con varios animales en su idioma. Fue cancelado en la temporada 3.
- Chase (en coreano: 에이스, Ace; en chino: 酷雷, Kùléi; expresado por Nam Doh-hyeong en la versión coreana y Will Blagrove en la versión en inglés) Es un avión espía masculino de color azul oscuro. Puede transformarse en casi cualquier cosa además de un robot y un avión. Fue cancelado en la temporada 3.
- Todd (en coreano: 두두, Doodoo; en chino: 金刚, Jīngāng; expresado por Nam Doh-hyeong en la versión coreana y Joseph Ricci en la versión en inglés) es una construcción masculina de color marrón. avión. Tiene un taladro para la nariz. Fue cancelado en la temporada 3.
- Astra (en coreano: 샛별, Saetbyeol; en chino: 米莉, Millie (Mǐ lì); expresado por Soyoung Lee en la versión coreana y Hayley Negrin en la temporada 2 y Grace Lu de la temporada 3 a 5 y Courtney Chu en la temporada 6 y Julia Raza en la temporada 7 en la versión en inglés) es un avión espacial femenino. Es experta en misiones que involucran el espacio exterior. Astra tiene un hermano gemelo, Astro, es el único personaje de la temporada 2 que aparece en las siguientes temporadas.
- Flip (en coreano: 피구, Pigu; en chino: 淘淘, Táotáo; expresado por Jeon Hae-li en la versión coreana y Jian Harrell en la versión en inglés) es un hombre rojo. avión, que sabe mucho de deportes. Se unió a las Super Wings en "The Bermuda Blunder" después de ayudar a rescatar a Jett del Triángulo de las Bermudas. Fue cancelado en la temporada 3.
- Crystal (en coreano: 보라, Vola (Bola); en chino: 雪儿, Cher (Xuě er)) es un avión Furra de color púrpura que no pertenece a un equipo. Ayuda a la gente en ventiscas y tormentas de hielo.
- Bucky (en coreano: 버키, Beoki; en chino: 巴奇, Bā qí) es un insecto súper wing macho de color naranja y amarillo capaz de encoger quién es el insecto Super Wings. experto. Se ocupa de problemas que requieren ser pequeño.

- Datos: Q24841899
- Multimedia: Super Wings / Q24841899